# Synowódzko Wyżne (gmina)
Synowódzko Wyżne – dawna gmina wiejska w powiecie stryjskim województwa stanisławowskiego II Rzeczypospolitej. Siedzibą gminy było Synowódzko Wyżne.
Gminę utworzono 1 sierpnia 1934 r. w ramach reformy na podstawie ustawy scaleniowej z dotychczasowych gmin wiejskich: Kamionka, Korczyn Rustykalny, Korczyn Szlachecki, Międzybrody, Pobuk, Synowódzko Niżne, Synowódzko Wyżne, Truchanów i Tyszownica.
Po II wojnie światowej obszar gminy znalazł się w ZSRR.